# Banjulunding
Banjulunding – miasto w Gambii, w okręgu West Coast.